# Karsten Warholm
Karsten Warholm   (Møre og Romsdal, Noruega, 28 de febrer de 1996) és un atleta noruec especialitzat en la prova de 400 metres tanques. Ha participat en 3 Olimpíades, guanyant la medalla d'or en els Jocs Olímpics de Tòquio 2020 i la medalla de plata en els Jocs Olímpics de París 2024. A més, ha guanyat 3 medalles d'or en els Campionats del Món i 3 medalles d'or en els Campionats d'Europa.
Warholm és l'actual plusmarquista mundial de la prova dels 400m tanques. Va aconseguir el rècord mundial el 3 d'agost de 2021 a la final dels Jocs Olímpics de Tòquio, amb un temps de 45.94 segons, en una cursa considerada com una de les millors de la història de l'especialitat. Amb aquesta marca, va aconseguir batre el rècord del món, després de gairebé 30 anys, aconseguit per Kevin Young als Jocs Olímpics de Barcelona 1992.
Els seus inicis en l'atletisme professional foren en la prova del decatló, tot i que a partir del 2016 es va centrar primordialment en els 400m tanques. A més també va disputar la prova dels 400m llisos, sobretot en pista coberta, on va guanyar 2 medalles d'or en els Campionats d'Europa i amb una marca de 45.05 segons, actualment encara ostenta el rècord europeu.
El setembre de 2024 va disputar una cursa d'exhibició en els 100 metres llisos contra el plusmarquista mundial de salt de perxa, el suec Armand Duplantis. Va perdre amb un temps de 10.47 segons.

## Marques personals
| Disciplina            | Marca    | Seu     | Data         |
| --------------------- | -------- | ------- | ------------ |
| 400m tanques          | 45.94 WR | Tòquio  | 3 agost 2021 |
| 400m llisos           | 44.87    | Floro   | 10 juny 2017 |
| 400m en pista coberta | 45.05 AR | Glasgow | 2 març 2019  |

## Trajectòria professional
| Jocs Olímpics      | Jocs Olímpics  | Jocs Olímpics | Jocs Olímpics  |
| Any                | Seu            | Posició       | Prova          |
| ------------------ | -------------- | ------------- | -------------- |
| 2016               | Rio de Janeiro | 10a posició   | 400m tanques   |
| 2020               | Tòquio         | 1             | 400m tanques   |
| 2024               | París          | 2             | 400m tanques   |
| Campionat del Món  |                |               |                |
| 2017               | Londres        | 1             | 400m tanques   |
| 2019               | Doha           | 1             | 400m tanques   |
| 2022               | Eugene         | 7a posició    | 400m tanques   |
| 2023               | Budapest       | 1             | 400m tanques   |
| Campionat d'Europa |                |               |                |
| 2014               | Zúric          | 31a posició   | 400m llisos    |
| 2016               | Amsterdam      | 6a posició    | 400m tanques   |
| 2016               | Amsterdam      | 16a posició   | 4x400m relleus |
| 2018               | Berlín         | 8a posició    | 400m llisos    |
| 2018               | Berlín         | 1             | 400m tanques   |
| 2022               | Múnic          | 1             | 400m tanques   |
| 2024               | Roma           | 1             | 400m tanques   |